# Lego Minifigures Online
Lego Minifigures Online est un jeu vidéo de type MMORPG basé sur la gamme des Lego Minifigures du jouet Lego dirigé par The Lego Group sorti le 29 octobre 2014. Il est jouable sur ordinateur (Microsoft Windows, Linux et Macintosh) et sur mobile (iOS, OS X et Android). Après une relance difficile, le jeu ferme le 30 septembre 2016.

## Synopsis
L'aventure se déroulera dans une douzaine d'univers Lego peuplés de minifigurines Lego. Il sera demandé d'accomplir des quêtes telles que trouver des éléments précis ou battre des boss.

## Système de jeu
Dès sa sortie, le jeu était accessible en mode free-to-play mais, après un échec commercial, dès le 29 juin 2015 les joueurs devaient payer 29,99 $ pour accéder à l'intégralité du jeu,,,.

## Accueil
- PC Gamer : 73 %[5]
- IGN Italia : 7,5/10[6]

La version sur ordinateur connaît un très mauvais accueil même avec le re-lancement du jeu en juin 2015. Funcom, l'éditeur, décide donc de chercher un repreneur pour le jeu. Malgré cela, la version sur iOS et Android, lancée le 1er juin 2015, marche le mieux et dépasse même les prévisions de ventes.